# Kdebase
Kdebase è il modulo dell'ambiente desktop KDE contenente le applicazioni di base, assieme alle librerie ed i file di supporto necessari.
In particolare, contiene le applicazioni che formano il vero e proprio desktop, Kicker e KDesktop, oltre ad applicazioni di uso generale, come KControl, Konqueror e Konsole.

## Programmi principali inclusi nel modulo
- kdm, il gestore di accesso al desktop che in KDE svolge le funzioni di XDM
- kwin, il gestore delle finestre, o window manager
- konqueror, il browser per il web, gestore di file e visualizzatore tuttofare di KDE
- konsole, l'emulatore di terminale
- kicker, il pannello di KDE
- khelpcenter, il manuale in linea di KDE
- kscreensaver, il salvaschermo
- kcontrol, il centro di controllo
- kfind, il programma per cercare i file di KDE
- kmenuedit, l'editor dei menu di KDE